# 폴리포디움 하이드리포름
폴리포디움 하이드리포름(Polypodium hydriforme)은 철갑상어 종류의 알을 공격하는 기생충이다. 이들은 얼마 안 되는 다른 생물의 세포 속에서 사는 후생동물이며 유일하게 알려진 세포 내에 기생하는 자포동물이다. 이들은 자신만의 강을 지니었다. 또한 이들은 민물에서 산다.

## 특징
이들은 삶의 대부분을 철갑상어종류의 난모세포안에서 성장한다.